# Vlag van Haute-Garonne

Vlag van Haute-Garonne

De vlag van Haute-Garonne is de niet-officiële vlag van het Franse departement Haute-Garonne. Net als de meeste andere departementen van Frankrijk heeft Haute-Garonne geen officiële vlag, maar wordt de hier rechts afgebeelde vlag op niet-officiële wijze gebruikt. De vlag is afgeleid van het wapen van dit departement.
De vlag toont een rode achtergrond met daarop een gouden Occitaanse kruis met vier witte punten.
Het ontwerp is een combinatie van de vlaggen en wapens van twee voormalige provincies/regio's waartoe het gebied historisch behoorde. De Occitaanse kruis is ontleend aan de vlag zowel als het wapen van Languedoc en de vier punten aan het wapen van Comminges. De vlag is geïnspireerd op het ontwerp van het wapen dat in 1950 is voorgesteld door Robert Louis.
Naast deze vlag is er een logovlag in gebruik.

Vlag van Languedoc
Wapen van Comminges
Logovlag